# Meulayo
Meulayo is een bestuurslaag in het regentschap Aceh Besar van de provincie Atjeh, Indonesië. Meulayo telt 439 inwoners (volkstelling 2010).